# オスカー・ラフォンテーヌ

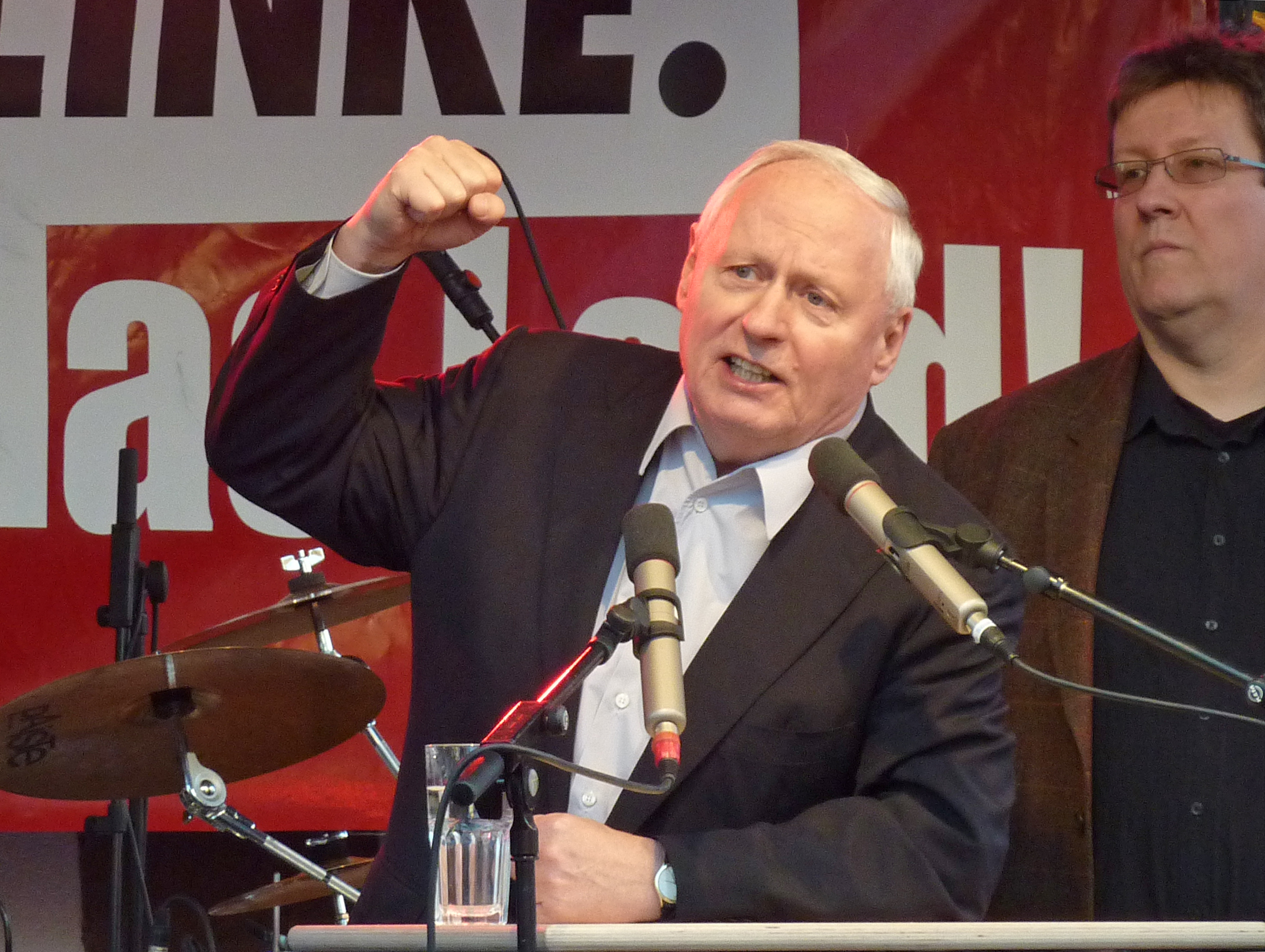
オスカー・ラフォンテーヌ（2011年3月）

オスカー・ラフォンテーヌ（Oskar Lafontaine ['lafɔntɛn], 1943年9月16日 - ）は、ドイツの政治家。ザールラント州首相、ドイツ社会民主党（SPD）党首、ゲアハルト・シュレーダー政権の財務相などを歴任した。SPD党内では左派の論客として知られ、シュレーダー首相と対立、党首と蔵相を辞任した。SPDを離党して現在は左翼党に所属。

## 経歴

### ザールラント州首相
ザールラント州ザールルイに生まれる。フランス系ドイツ人のパン職人だった父は第二次世界大戦で戦死した。双子の弟がいる。カトリック系のボーディングスクールに通い中等教育修了資格を取得。カトリック系奨学金を得てボン大学とザールブリュッケン大学で物理学を専攻し、1969年に卒業。研究テーマはチタン酸バリウムの単結晶生成についてだった。1974年までザールブリュッケンの運輸・交通会社に勤務し、1971年からは経営陣に加わっていた。
在学中に平和主義者アルベルト・アインシュタインの影響で社会批判的思想をもつようになり、1966年にドイツ社会民主党（SPD）に入党。早くも1968年にはザールラント州の党執行部委員に選出され、1970年から1975年まで州議会議員を務める。1974年にはザールブリュッケン市副市長、1976年には市長に選出され、1985年までその職にあった。1977年からはザールラント州の党代表を務め（1996年まで）、1980年の州議会選挙ではSPDを議会第一党に導いた。その時はドイツキリスト教民主同盟（CDU）と自由民主党（FDP）の連立の前に政権奪取はならなかったが、1985年の州議会選挙に勝利してついにザールラント州首相に就任、1990年、1994年の選挙も勝ち抜いて1998年までその座にあった。

### SPD左派

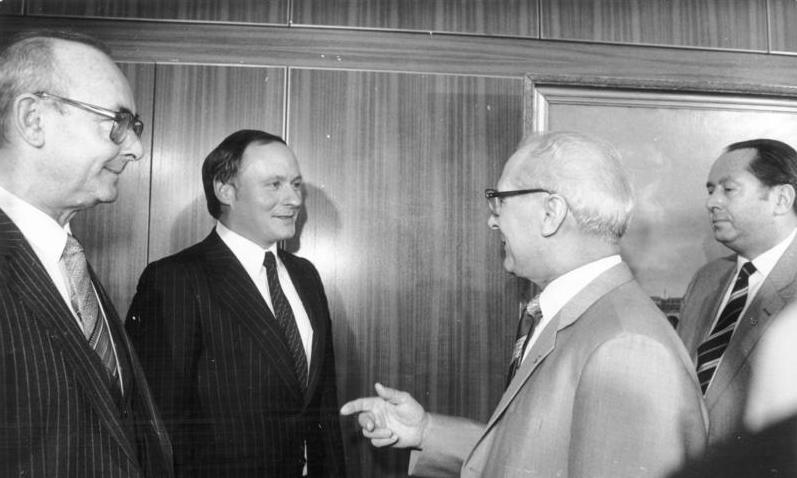
東ドイツを訪問しエーリッヒ・ホーネッカー国家評議会議長（右）と会見するラフォンテーヌ（中央）（1982年3月）

彼はSPD党内でも左派としてその名を轟かせた。最初に注目されたのは1970年代後半の平和運動の盛り上がりにおいてだった。NATOの抑止力充実を進めていたのは他ならぬSPDのヘルムート・シュミット首相だったが、ラフォンテーヌは党内のハンス・エップラーや同じ若手のゲアハルト・シュレーダーらと共に西ドイツのNATOからの脱退などを要求し公然とシュミットを批判した。しかし党内の多数派はシュミットの政策を是としたため、ラフォンテーヌは悔し紛れにシュミットを「強制収容所も経営出来る」と批判して、のちに謝罪した。1983年の大規模なミサイル配備抗議の座り込みにも、作家のハインリヒ・ベルらと共に参加している。
1987年、SPDのヴィリー・ブラント党首（元首相）が引退する際、世代交代を印象付けるためにラフォンテーヌを後継党首に提案したが、ラフォンテーヌは辞退した。後継党首に選出されたのはハンス＝ヨッヘン・フォーゲルだったが、ラフォンテーヌはヨハネス・ラウと共に副党首となり、新たな党綱領の作成委員会委員長として、1989年の党大会で国際協調による軍縮・男女の雇用機会均等、経済の環境保護努力、社会保障の構造改革などを柱とする新たな綱領を発表した。一方で産業界との妥協なしでの労働時間短縮には慎重な姿勢を示し、労働組合との関係が悪化した。

### 首相候補・党首
ベルリンの壁崩壊に始まる東西ドイツ再統一に向けた動きの中でも、彼は独自の見解を示した。東ドイツの急速な崩壊や旧連合国の介入による政治的混乱を避けるため、東ドイツに経済支援をする一方で、東ドイツ住民の西側への移住を制限する案を打ち出した。この案は統一への熱狂の中にあった世論、さらにはフォーゲル党首にさえ「壁が崩れたのにまた作るのか」と批判された。国民の熱狂を警告し、特に統一ドイツが北大西洋条約機構（NATO）加盟を続けることを「歴史的な大バカ」と批判した。ヘルムート・コール首相による統一案を痛烈に批判し、東ドイツは拙速な西ドイツとの統合を避け、独自に改革を進めてその立場を強化してから、ヨーロッパ統合の枠組みの中で西側との統一を実現すべきだと主張した。

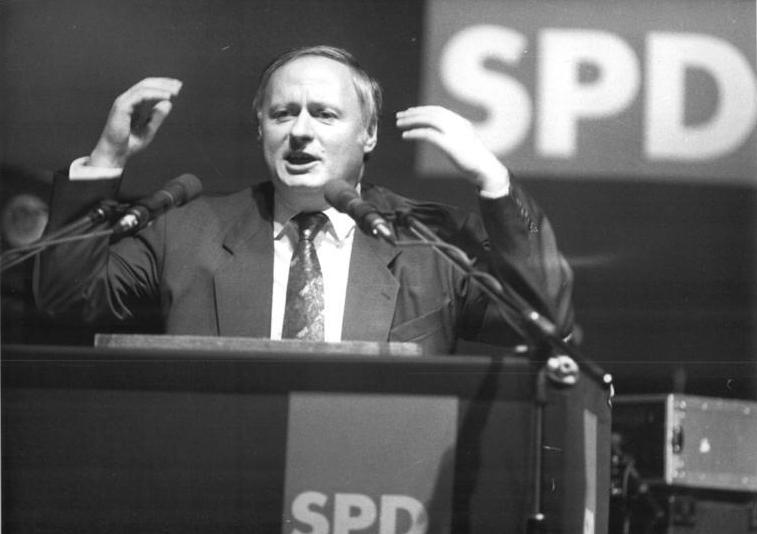
総選挙に向け演説するラフォンテーヌ（1990年10月）

1990年に行われる統一ドイツ初のドイツ連邦議会の総選挙に向け、ラフォンテーヌはSPDの首相候補に選出された。しかし1990年4月、遊説中に精神病の女性に刺され重体に陥る怪我をした。彼が入院している間にSPD連邦議会議員団はラフォンテーヌの方針を変更し、早急の東西ドイツ統一に賛成する立場に変わった。ラフォンテーヌは首相候補辞退を申し出たが他に候補者がいなかった。旧連合国の承認も得てドイツ統一は一挙に進み、10月3日に実現。その年12月の総選挙でSPDは得票率33.7％という大敗を喫し、ラフォンテーヌは連邦の政治から身を引いた。その後ザールブリュッケン市長時代に過剰に退職金を受け取ったり、売春に関わったというスキャンダルが相次ぎ、さらに州内でマスコミ規制をして批判されるなどしたが、ザールラント州ではなおも高い支持を得ていた。
1994年にSPDがルドルフ・シャーピング党首＝首相候補の下で敗北し、ドイツ連邦軍の海外派兵も容認するシャーピングの現実路線の下で党のアイデンティティの喪失と支持率の低迷に苦しむと、1995年のマンハイム市における党大会で党首選に対立候補として立候補、決選投票では321対191で勝利してシャーピングから党首の座を奪うことに成功する。ちなみに現役の党首が続投を表明している場合に、対立候補として立候補することはドイツでは「謀反」にあたり、例外的である。また「謀反」が成功した例は戦後ドイツ政治史ではこのラフォンテーヌの例のみであり、このマンハイム市でのSPDの党大会は「下克上党大会」として後々まで語りぐさになる。なお彼は一度1994年の連邦議会選挙に立候補して当選したが、ザールラント州首相の地位に留まった。

### 財務相就任と引退

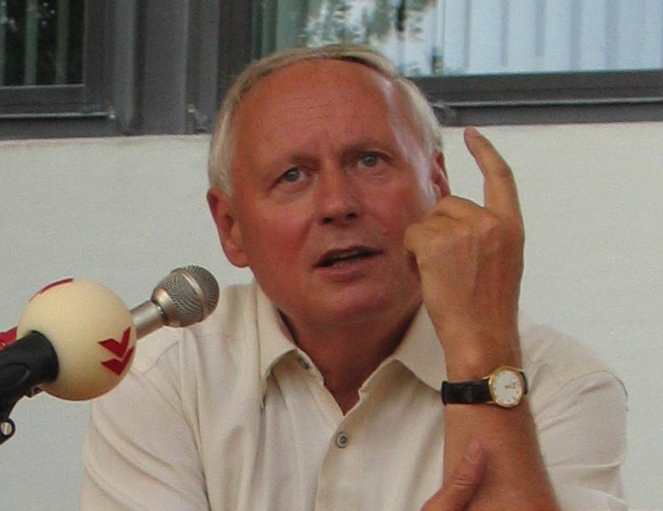
2005年の総選挙で遊説するラフォンテーヌ

その後、連邦参議院（上院）の与野党逆転状況を利用して、コール政権を封じ込め、巧みな左派的なレトリックで党を生き返らせることに成功。1998年の連邦議会選挙では、マスコミに人気の高いシュレーダー・ニーダーザクセン州首相（当時）を自らを抑えて首相候補に指名し、教育費の増加、環境税の導入や社会保険料の引き下げなどを主張して稀に見る党一丸となった選挙戦を展開、勝利に導いた。シュレーダー政権が誕生すると、ザールラント州首相を辞して入閣し、財務大臣に就任した。しかし人事をめぐって早くもシュレーダーとの齟齬が見え始める。そして1999年3月11日に、シュレーダー政権の経済政策に同調できないとして、蔵相と党の役職、連邦議会議員を全て辞職した。これについては後に著書の中で、内閣での協力不足のほか、1990年の傷害事件がトラウマとなり、政治のためではなく家族のために死にたいと思うようになっており、入閣してからの苦痛がそれを後押ししたと説明している。
その後は政界から身を引き、著作によるシュレーダー政権に対する攻撃を繰り返した。1999年のコソボ紛争へのドイツの参戦を激しく批判。シュレーダー政権の改革路線も新自由主義であるとして攻撃した。こうした言動により彼はSPD党内で完全に孤立した。彼は反グローバリゼーション団体ATTACに参加し、また保守系大衆紙「ビルト」に政府を攻撃するコラムを連載した。ただし例えばアフリカからの不法移民を収容所に入れるというオットー・シリー内相の案には賛意を示し、多文化主義の失敗したドイツでは、無制限の移民の流入によって雇用が不安になり犯罪が多発し、却って外国人への反感が強くなるだろう、という立場を取っている。

### 左翼党

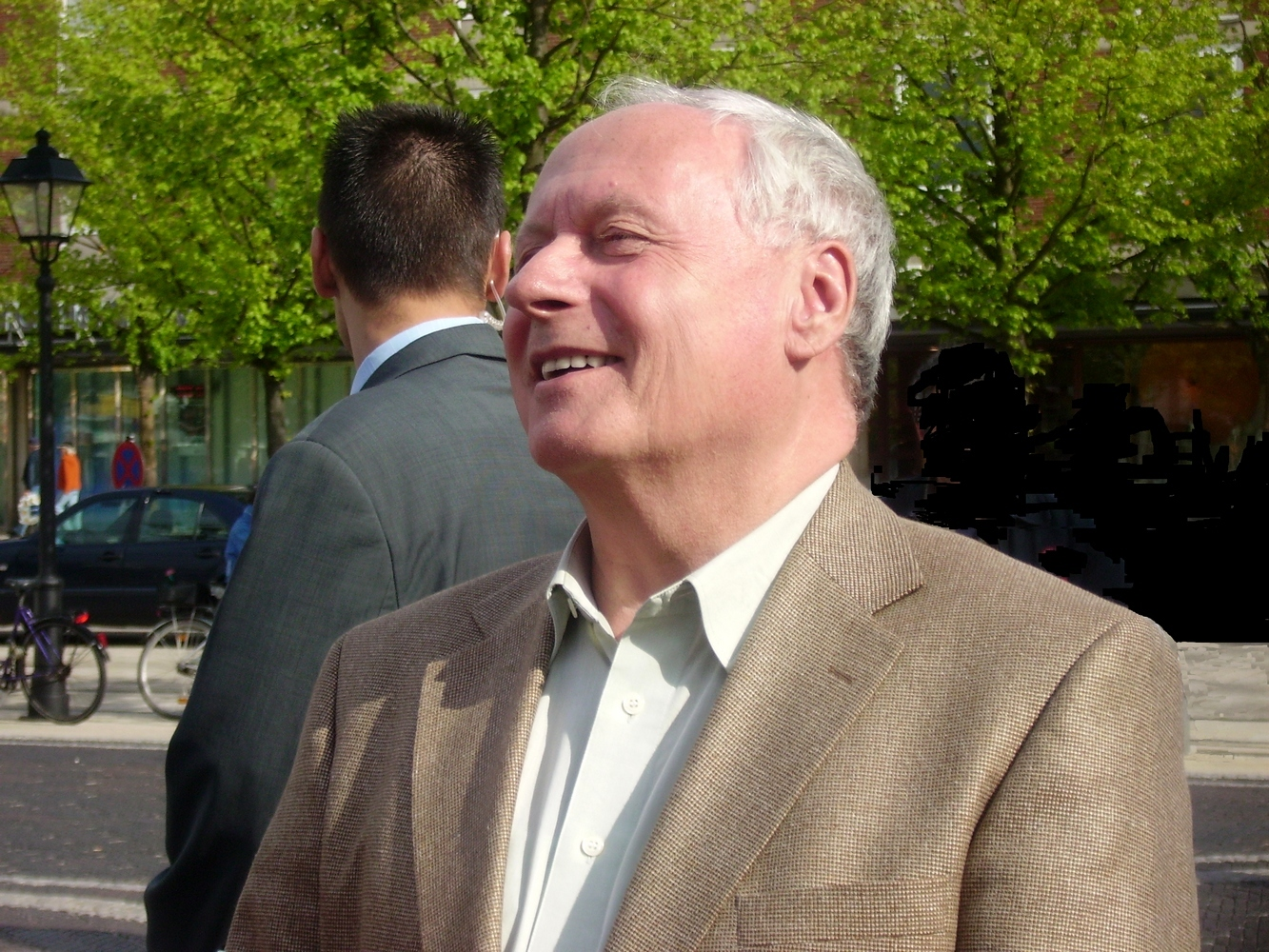
ブレーメン市議会選挙戦でのラフォンテーヌ（2007年）

2005年5月24日、ドイツ社会民主党（SPD）をついに離党し、シュレーダー政権の新自由主義（ネオリベラル）路線とハルツ4（改革プログラム）に反対したSPDの一般党員・地方党員が結成した「労働と社会的公正のための選挙オルタナティブ」(WASG) に参加。WASGの筆頭候補として民主社会党（PDS）との連携を模索して左翼党結成に合意した。9月に行われたこの選挙で当選して連邦議会に返り咲き、グレゴール・ギジと共に議員団議長に就任。2007年6月15日に両者は完全に合流し、ロタール・ビスキーと共に代表に選出された。
ラフォンテーヌは2005年6月のケムニッツにおける遊説で、「国家はその市民を守る義務がある。さらには外国人労働者（Fremdarbeiter）が低賃金で一家の大黒柱から雇用機会を奪うことのないようにする義務がある」と述べたが、この「Fremdarbeiter」という言葉が大時代なナチス時代の用語であり、旧東ドイツに多い極右のドイツ国家民主党支持者の票を集めるため意図的に使ったのではないか、と協力関係にあるPDSからも批判された。彼は「ナチスはネオナチのような外国人排斥ではなく人種主義なので、その批判は当たらない」と釈明した。政治学者の中には、彼は理念よりも政権への意欲が強く、社会不安や反米主義を煽って支持拡大を目指すポピュリストであると評する者もいる。
2009年のザールラント州では州首相候補として選挙を指揮し、左翼党を得票率20％で第三党に躍り出る大躍進に導いた。ザールラント州議会の左翼党はラフォンテーヌを党議員団長に選出した。ドイツ連邦議会選挙後の2009年10月、ラフォンテーヌは連邦議会での議員団長職を辞すると発表した。さらに前立腺癌を患い11月に手術を受けることを公表。手術は成功したものの、翌2010年2月に連邦議会議員を辞職し、党代表職からも退くことを発表した。
癌から快復したためザールラント州議会議員および同州議会左翼党議員団長職は続けており、2012年3月の州議会選挙でも当選。同州議会の野党代表となっている。

## 家族
ラフォンテーヌは、3度目の結婚相手であるクリスタ夫人との間に1997年生まれの息子、カール・モーリスをもうけた。他にも2度目の妻との間に息子1人。2011年より左翼党所属のドイツ連邦議会議員ザフラ・ヴァーゲンクネヒト（en）とドメスティック・パートナーの関係にある。2013年2月にクリスタ夫人と離婚、2014年12月にヴァーゲンクネヒトと結婚した。
フランス語由来の、アルザス＝ロレーヌ地方を発祥とする家系である。

## 著書
- 『社会民主主義の新しい選択』
- 『国境を超える社会民主主義』
- 『心臓は左側で鼓動する』